# Gupabal (métro de Séoul)
Gupabal (en coréen : 구파발역) est une station de la ligne 3 du métro de Séoul. Elle est située dans l'arrondissement d'Eunpyeong-gu à Séoul en Corée du Sud.

## Situation sur le réseau

Plan du réseau (2023)

## Histoire
La station Daehwa est mise en service le 13 juillet 1985,.

## Services aux voyageurs

### Desserte

Installations
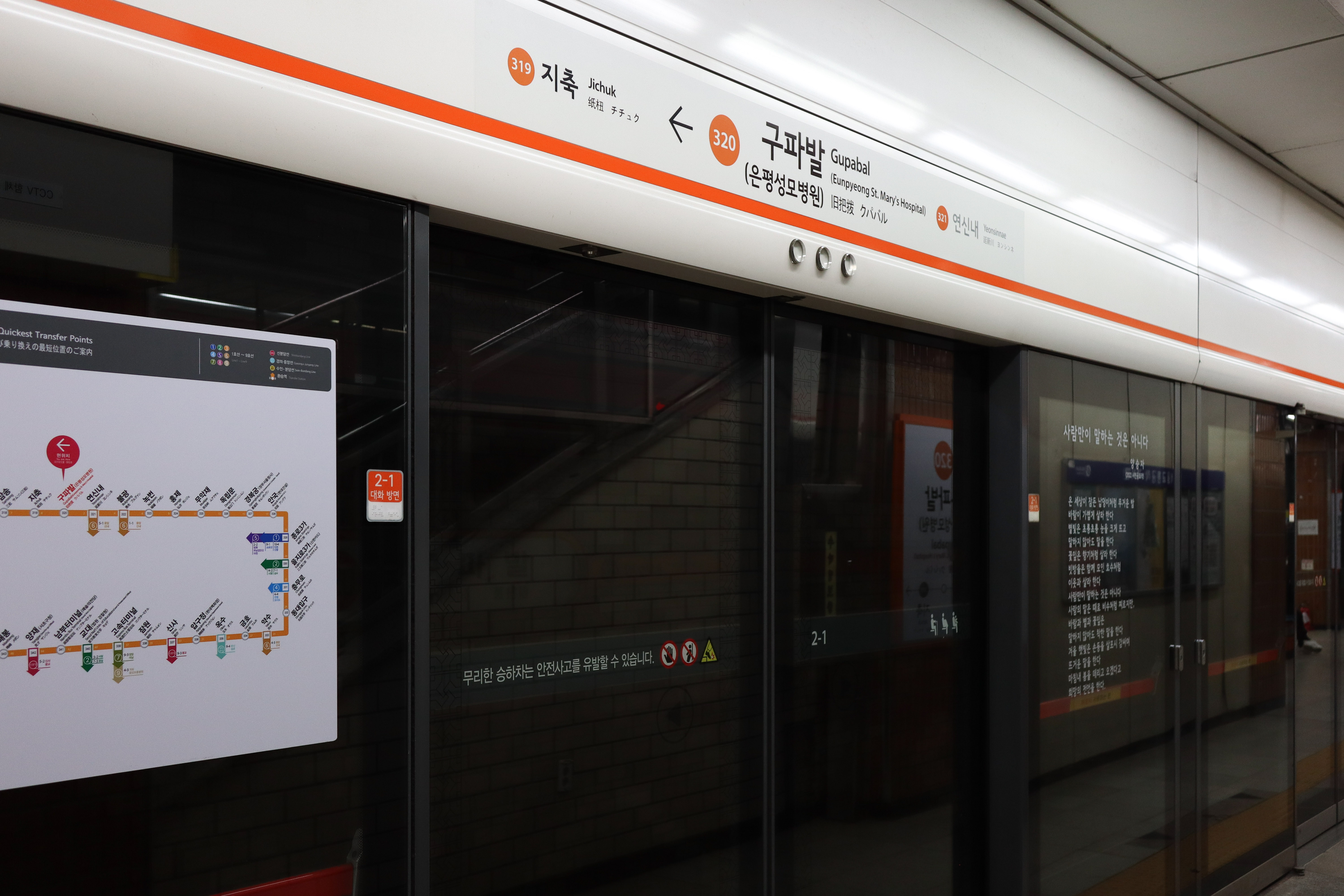
En 2022.
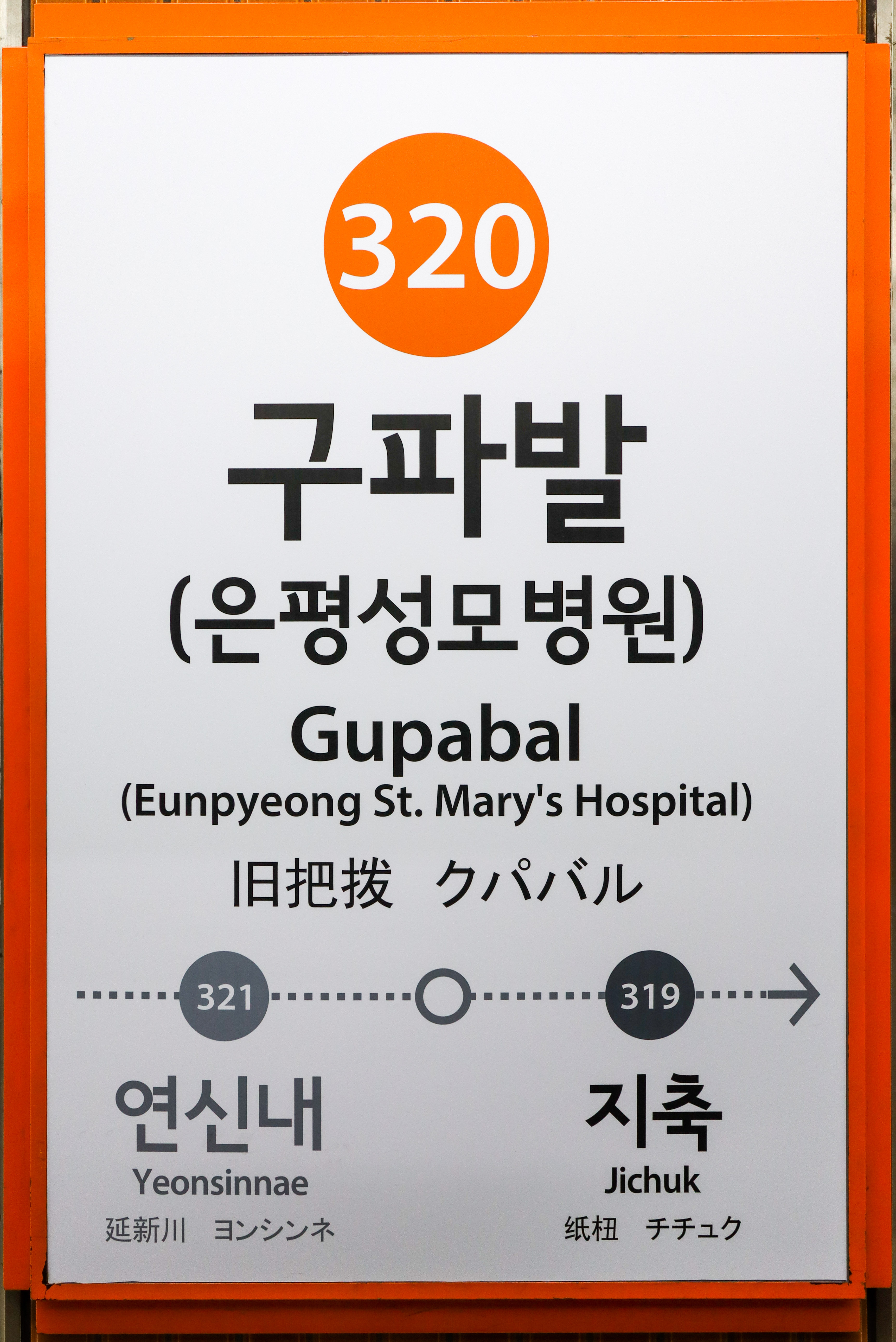
En 2022.
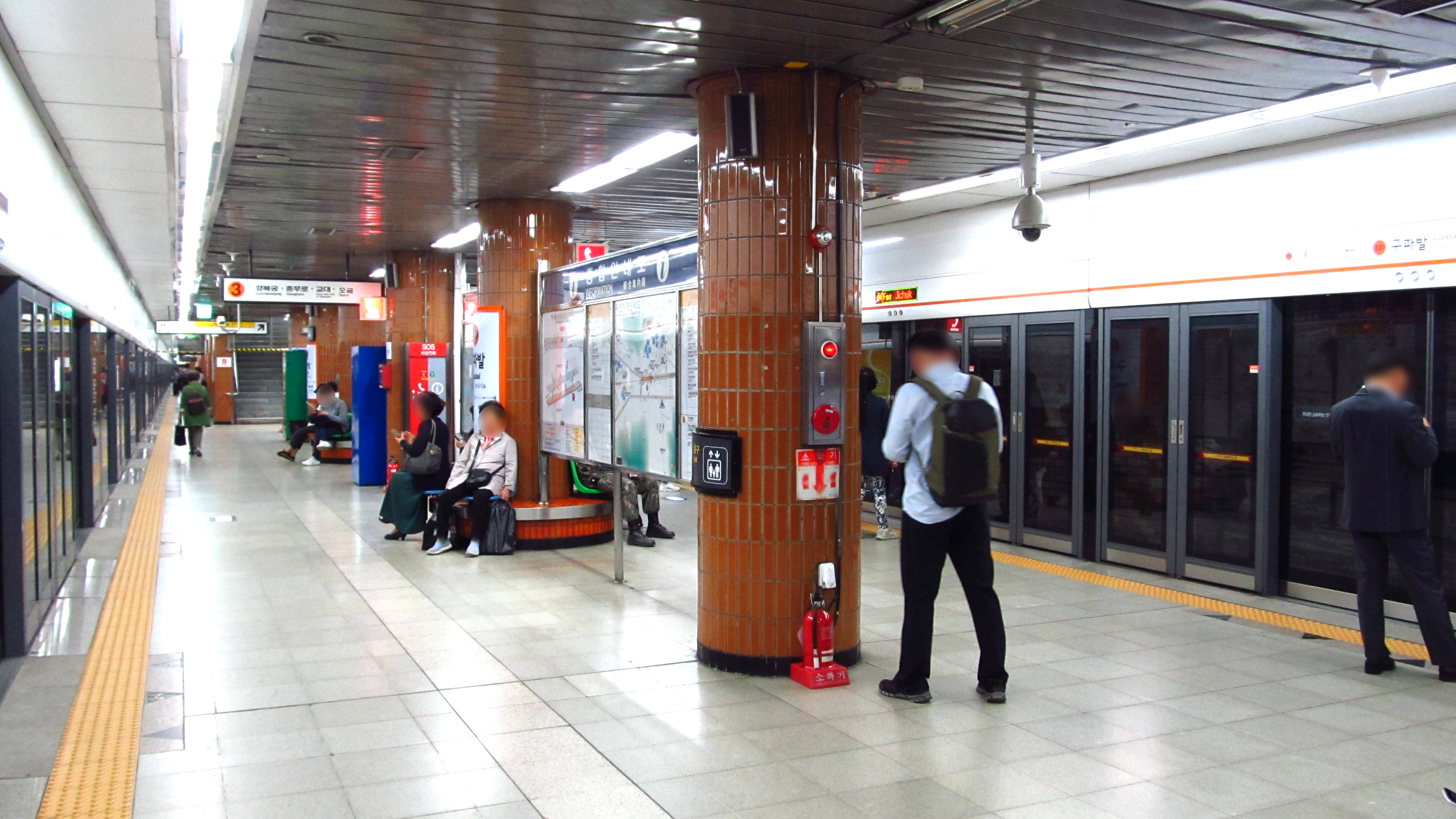
En 2019.